# Ulica Senatorska w Krakowie
Ulica Senatorska – ulica w Krakowie w dzielnicy VII Zwierzyniec, na Półwsiu Zwierzynieckim. 
Na terenie tym znajdował się folwark ss. norbertanek. Droga, która tamtędy biegła obok stawu, nazywana była Krowią i Łowiecką. Obecną nazwę otrzymała w 1909 gdy Półwsie zostało włączone do Krakowa. Razem z ulicą Rtm. Z. Dunin-Wąsowicza łączy aleję Z. Krasińskiego z ulicą Kościuszki.
Przy wschodnim krańcu ulicy znajduje się Dworzec Wodociągowy, budynki dyrekcji Wodociągów Miejskich, wzniesione w latach 1911-1913 według projektu Jana Rzymkowskiego). Zabudowa ulicy to głównie czynszowe kamienice z początków XX wieku oraz powstałe w latach 60. na miejscu starszej zabudowy. Ulica biegnie po północnej stronie placu Na Stawach.
Od budynku „Dworca Wodociągowego” na ulicy Senatorskiej rozpoczyna swój coroczny pochód Lajkonik.

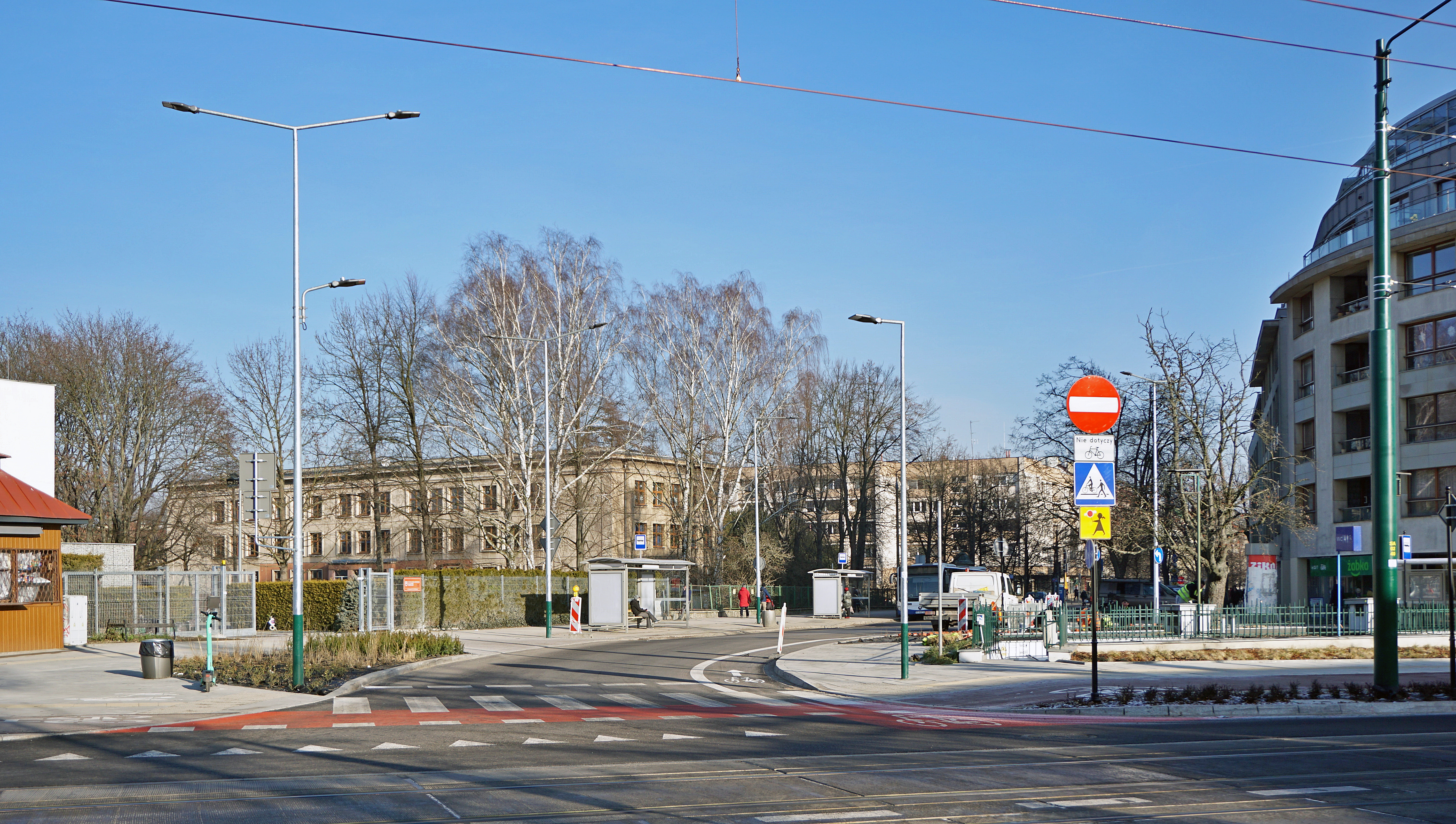
Widok od skrzyżowania z ul. T. Kościuszki
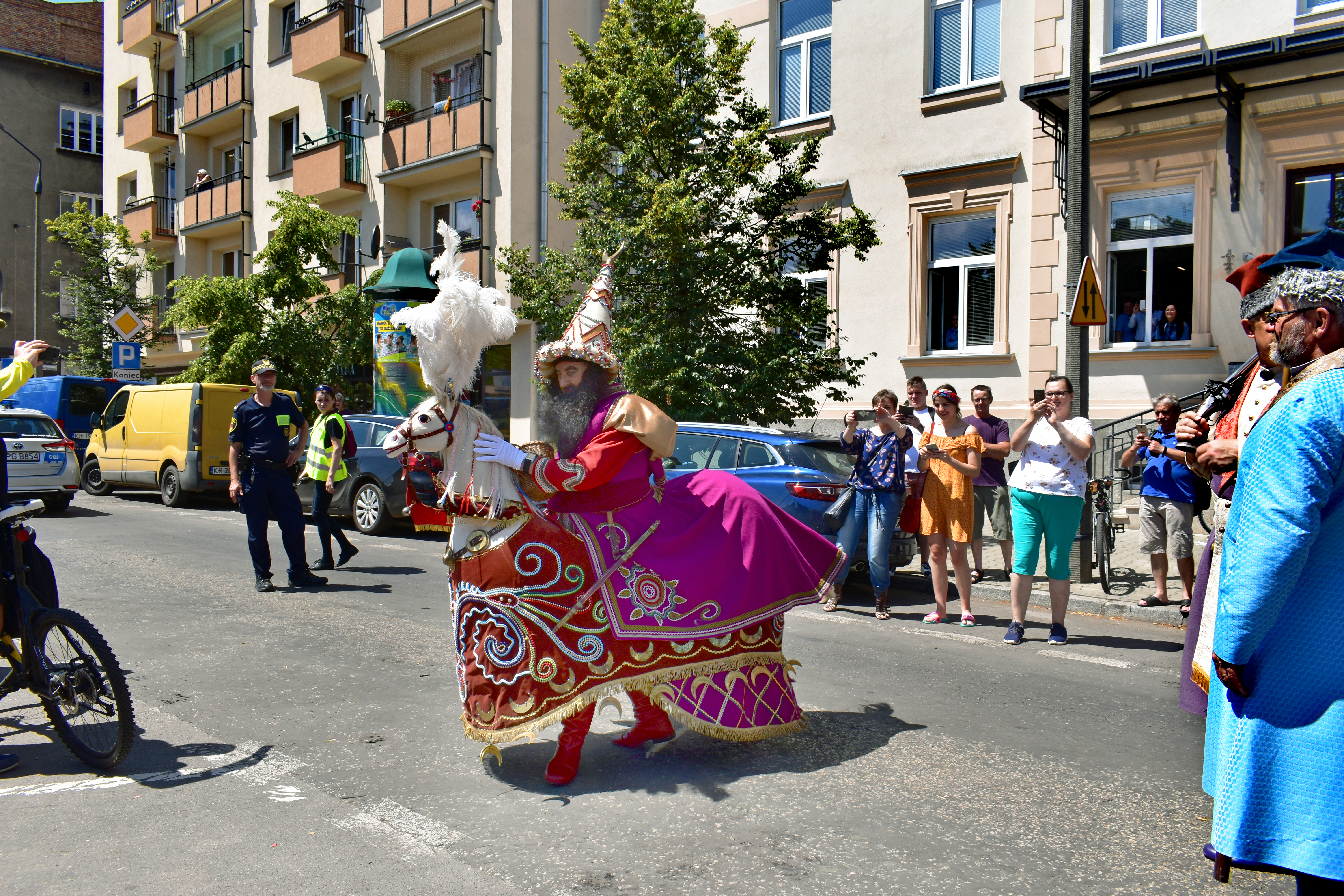
Taniec Lajkonika na ulicy Senatorskiej przy pl. Na Stawach (2019)
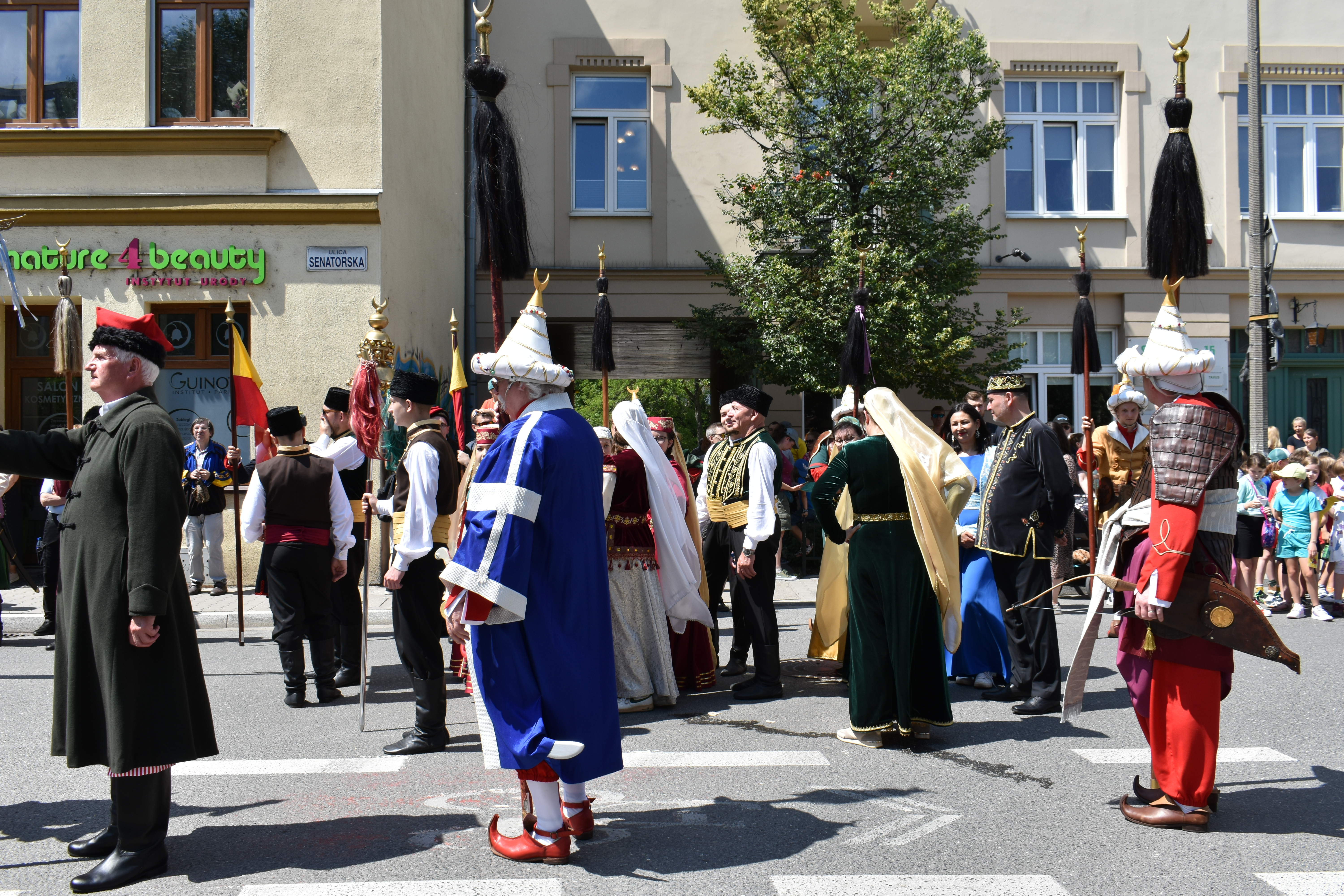
Włóczkowie i Tatarzy w oczekiwaniu na Lajkonika pobierającego haracz (2024)
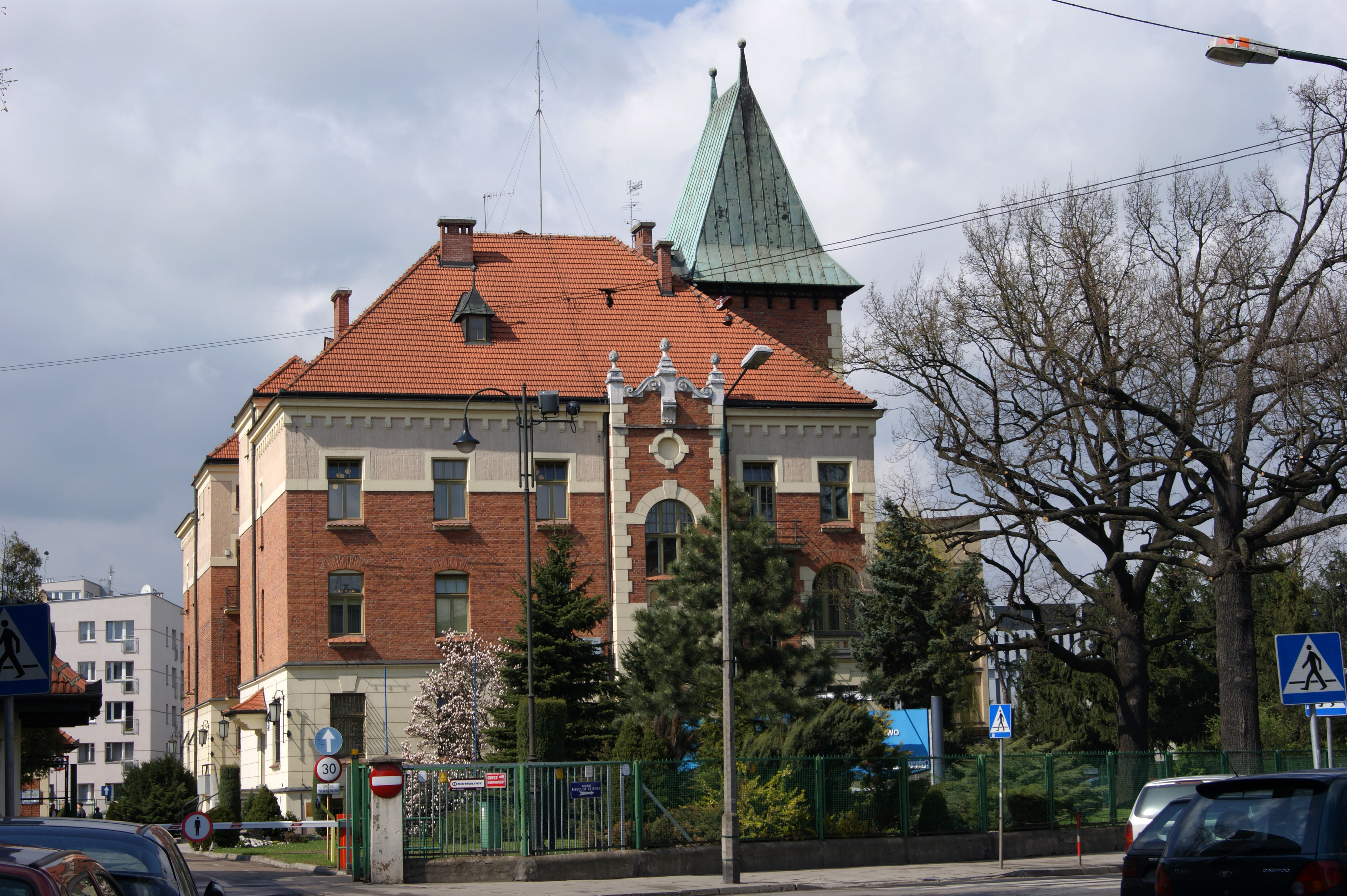
ul. Senatorska 1 Dworzec Wodociągowy
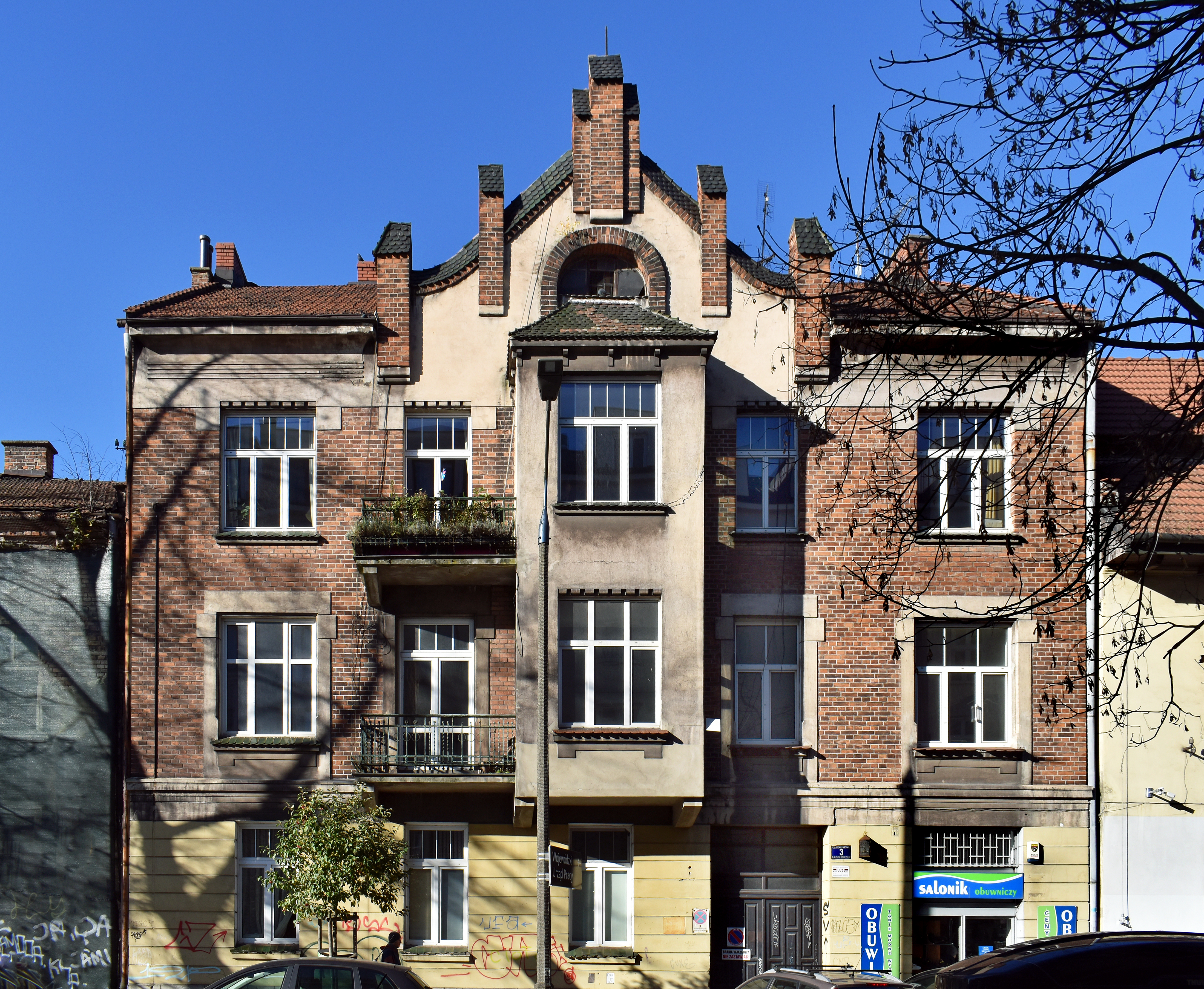
ul. Senatorska 3 Kamienica (1911)
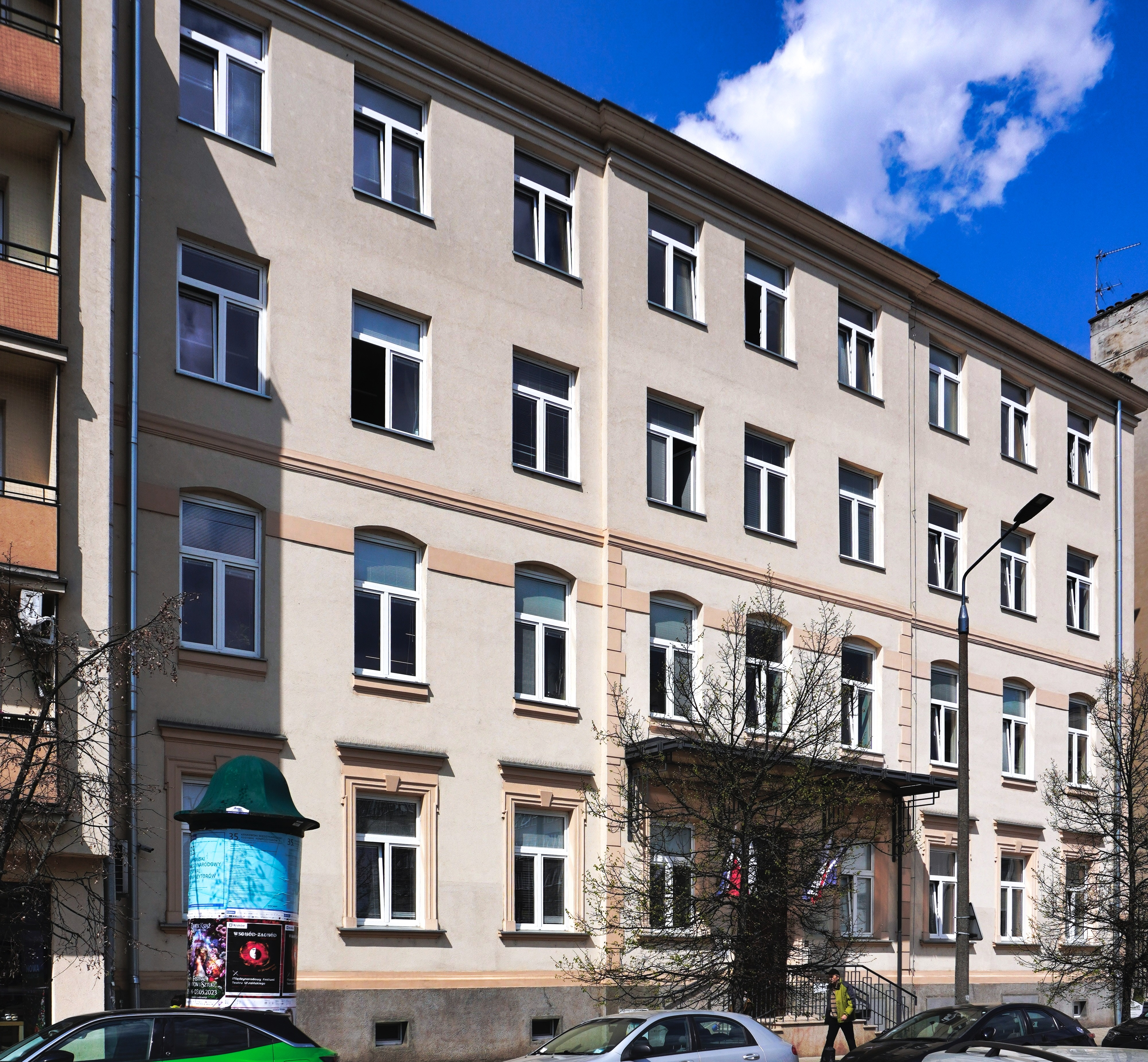
ul. Senatorska 9 Dawna szkoła, obecnie burowiec MPWiK (ok. 1900)
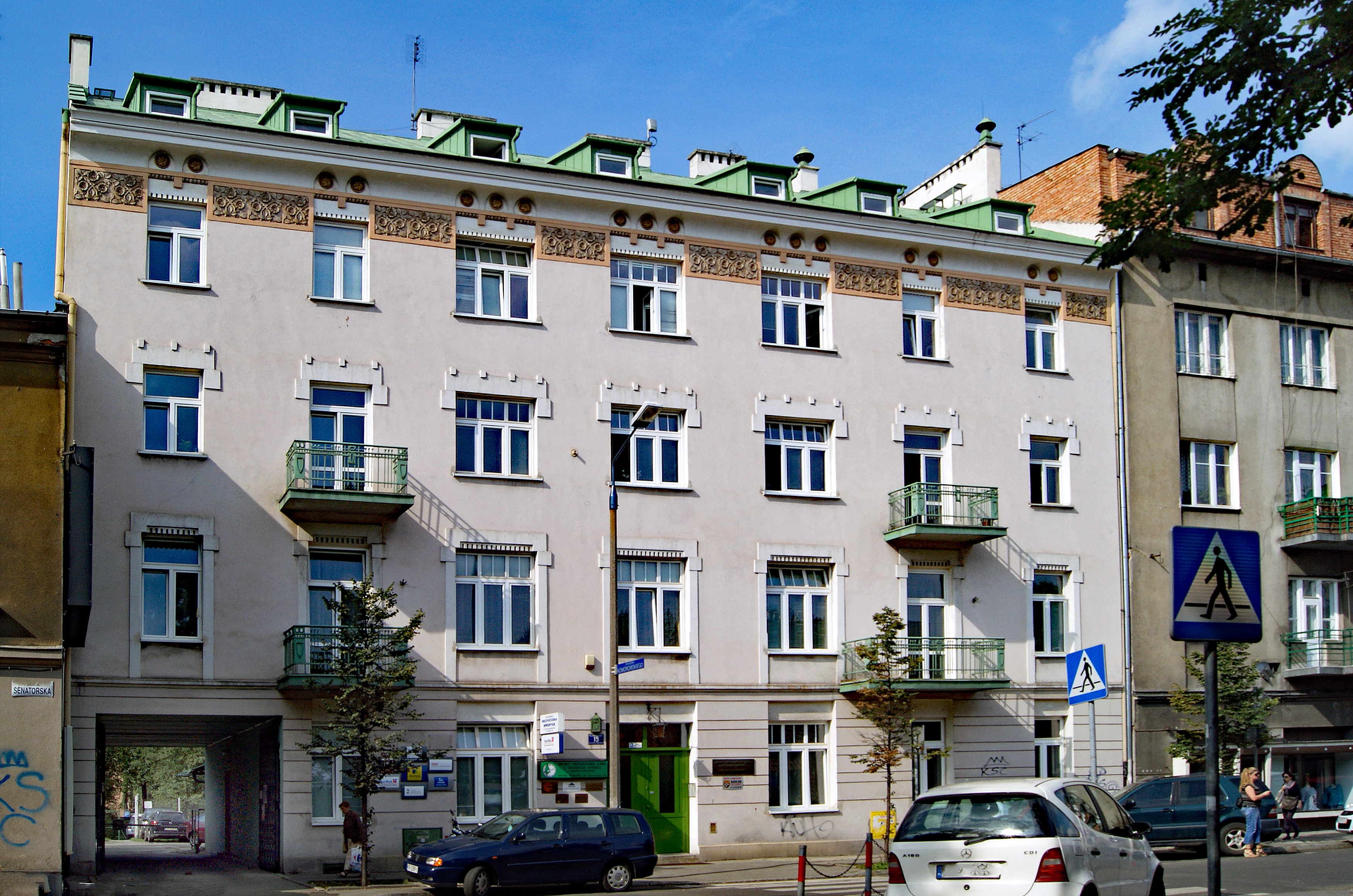
ul. Senatorska 15 Secesyjna kamienica, obecnie biurowiec (proj. Józef Wilczyński i Alfred Kramarski, 1912)

## Źródła
- Praca zbiorowa Encyklopedia Krakowa, wydawca Biblioteka Kraków i Muzeum Krakowa, Kraków 2023, ISBN 978-83-66253-46-9 t. II s. 438
- Praca zbiorowa, red. prowadz. Joanna Czaj-Waluś Zabytki architektury i budownictwa w Polsce – Kraków, Krajowy Ośrodek Badań i Dokumentacji Zabytków, Warszawa 2007, ISBN 83-922906-8-2 s. 304-305
- Elżbieta Supranowicz Nazwy ulic Krakowa, Wydawnictwo Instytutu Języka Polskiego PAN, Kraków 1995, ISBN 83-85579-48-6 s. 146